# DIRAS3
DIRAS3 (англ. DIRAS family GTPase 3) – білок, який кодується однойменним геном, розташованим у людей на короткому плечі 1-ї хромосоми.  Довжина поліпептидного ланцюга білка становить 229 амінокислот, а молекулярна маса — 25 861.
| 10         |  | 20         |  | 30         |  | 40         |  | 50         |
| ---------- |  | ---------- |  | ---------- |  | ---------- |  | ---------- |
| MGNASFGSKE |  | QKLLKRLRLL |  | PALLILRAFK |  | PHRKIRDYRV |  | VVVGTAGVGK |
| STLLHKWASG |  | NFRHEYLPTI |  | ENTYCQLLGC |  | SHGVLSLHIT |  | DSKSGDGNRA |
| LQRHVIARGH |  | AFVLVYSVTK |  | KETLEELKAF |  | YELICKIKGN |  | NLHKFPIVLV |
| GNKSDDTHRE |  | VALNDGATCA |  | MEWNCAFMEI |  | SAKTDVNVQE |  | LFHMLLNYKK |
| KPTTGLQEPE |  | KKSQMPNTTE |  | KLLDKCIIM  |  |            |  |            |

A: Аланін

C: Цистеїн

D: Аспарагінова кислота

E: Глутамінова кислота

F: Фенілаланін

G: Гліцин

H: Гістидин

I: Ізолейцин

K: Лізин

L: Лейцин

M: Метіонін

N: Аспарагін

P: Пролін

Q: Глутамін

R: Аргінін

S: Серин

T: Треонін

V: Валін

W: Триптофан

Білок має сайт для зв'язування з нуклеотидами, ГТФ. 
Локалізований у клітинній мембрані, мембрані.